# Derecho de la India
El derecho de la India está basado en gran parte en el derecho anglosajón, a causa del largo período de la influencia colonial británica. Muchas de las leyes indias contemporáneas muestran una gran influencia europea y estadounidense. Varios actos y ordenanzas primero introducidas por los británicos todavía están vigentes.
Durante el diseño de la Constitución de la India, leyes de Irlanda, Estados Unidos, Reino Unido y Francia[cita requerida] fueron sintetizadas para conseguir un conjunto de leyes indias, que están vigentes. Las leyes de la India se adhieren también a las pautas de Naciones Unidas sobre el Derecho de los derechos humanos y derecho ambiental. Ciertos tratados internacionales sobre comercio, tales como los de propiedad intelectual, son aplicados también en la India. 

## Derecho civil
El derecho civil hindú es complejo, con cada religión tiene sus propias leyes específicas a que adherirse. En la mayoría de las regiones, el registro de matrimonios y los divorcios no son obligatorios. Hay leyes separadas que gobiernan a hinduistas, musulmanes, cristianos, sijs y seguidores de otras religiones. La excepción a esta regla está en el estado de Goa, donde funciona un código civil uniforme portugués, en el que todas las religiones tienen una ley con respecto a casamientos, los divorcios y la adopción en común.

## Derecho penal
La homosexualidad en la India es crimen bajo un estatuto criminal de la era victoriana que actualmente presenta un desafío constitucional para el Tribunal supremo de Delhi. 
Los ensayos del jurado fueron abolidos por el gobierno en 1960 ya que estos serían susceptibles a medios e influencia pública.
Aunque cada estado crea sus propias leyes, sin embargo todos los estados tienen más o menos las mismas leyes. Las leyes dirigidas por el gobierno central y el Tribunal Supremo de India vía precedente judicial o directivas generales de política atan a  todos los ciudadanos de cada estado. Cada estado tiene sus propias leyes del trabajo y tasas de impuestos. 
La pena capital en la India es legal pero rara vez se utiliza. La última ejecución fue realizada en 2004, cuando Dhananjoy Chatterjee fue colgado por la violación y el asesinato de una chica de 14 años.

## Ciudadanía hindú
Múltiples ciudadanías han sido prohibidas tradicionalmente bajo la ley india de la nacionalidad. El Parlamento de la India aprobó  el 7 de enero de 2004, una ley que crea una nueva forma de la doble nacionalidad muy limitada a la que llamó la ciudadanía extranjera de la India. Los ciudadanos extranjeros de la India no gozarán de ninguna forma de derechos políticos ni de participación en el gobierno, sin embargo, no hay planes de proporcionar a ciudadanos extranjeros ninguna forma de pasaporte indio.

## Innovaciones jurídicas
Después de la independencia las leyes indias se han adaptado al mundo cambiante. El caso más reciente es el Acto de la Informática (2000), que reconoce la validez del correo electrónico y las identificaciones digitales, y proporciona penas criminales para delitos informáticos. a